# 埃武拉大学
埃武拉大學（Universidade de Évora）是葡萄牙埃武拉的一所公立大學。它由恩里克一世創立於1559年，同年四月保羅四世授予其正式的大學地位。耶穌會是其贊助人，但也因此成為第1代龐巴爾侯爵塞巴斯蒂亞諾·何塞·德·卡瓦略·埃梅洛鎮壓耶穌會時的目標，直接導致其在1779年關閉。
將近兩百年後，該大學才在1973年于其舊址上重新開張，時稱Instituto Universitário de Évora。1979年正式改現名。
按世界大學網路排名，該大學在2019年位列國內第10，全球第1179。

## 外部連接
- University of Évora （页面存档备份，存于）